# Grimbergen
Grimbergen es un municipio belga perteneciente a la provincia de Brabante Flamenco, en el Distrito de Halle-Vilvoorde.
A 1 de enero de 2018 tiene 37 355 habitantes. Comprende cuatro deelgemeentes: Grimbergen, Humbeek, Beigem y Strombeek-Bever.
Se ubica en la periferia septentrional de Bruselas, justo al norte del Heysel.
El municipio es famoso por albergar la Abadía de Grimbergen, una abadía de la Orden de Canónigos Premonstratenses que se construyó entre los siglos XII y XVIII, considerada uno de los principales monumentos religiosos de la periferia de Bruselas. De esta abadía procede la Cerveza Grimbergen.

## Demografía

### Evolución
Todos los datos históricos relativos al actual municipio, el siguiente gráfico refleja su evolución demográfica, incluyendo municipios después de efectuada la fusión el 1 de enero de 1977.
| Gráfica de evolución demográfica de Grimbergen entre 1846 y 2020 |
|                                                                  |